# Aliou Coly
Aliou Coly (Bila, 10 dicembre 1992) è un calciatore senegalese, difensore svincolato.

## Carriera

### Club
Coly ha giocato con la maglia del Casa Sports. Il 5 febbraio 2013, i norvegesi del Molde hanno reso noto l'ingaggio di Coly, che ha firmato un contratto triennale con il nuovo club. Ha esordito con questa maglia il 17 aprile successivo, schierato titolare nel primo turno del Norgesmesterskapet, vinto per 0-5 sul campo dell'Elnesvågen, sfida in cui ha realizzato una quaterna. Il 20 aprile ha debuttato in Eliteserien, sostituendo Børre Steenslid nel pareggio per 1-1 sul campo dell'Odd Grenland.
Il 18 febbraio 2014 è passato al Kristiansund con la formula del prestito, fino al 31 luglio successivo. Ha giocato la prima partita in squadra, in 1. divisjon, in data 6 aprile 2014: è stato impiegato da titolare nella sconfitta per 3-0 patita sul campo dell'Alta. Il prestito è stato successivamente prolungato ed in data 24 agosto 2014 ha trovato pertanto la prima rete in campionato, nel 4-0 inflitto allo Strømmen.
Il 21 gennaio 2015, il Kristiansund ha reso noto d'aver ingaggiato Coly a titolo definitivo, con il giocatore senegalese che ha firmato un contratto biennale con il nuovo club. Ha contribuito alla promozione in Eliteserien arrivata al termine del campionato 2016.
Il 4 gennaio 2021 ha prolungato ulteriormente l'accordo con il Kristiansund, fino al 31 luglio 2023. Al termine del contratto, si è svincolato.
L'11 settembre 2023 è passato al Jerv, a cui si è legato fino al termine della stagione. Alla conclusione di questo accordo, si è ritrovato svincolato.

### Nazionale
Coly ha giocato una partita per il Senegal under 23: il 17 marzo 2012 è stato infatti schierato titolare nella partita amichevole persa per 2-1 contro il Messico.

## Statistiche

### Presenze e reti nei club
Statistiche aggiornate al 31 dicembre 2023.
| Stagione            | Club                | Campionato          | Campionato | Campionato | Coppe nazionali | Coppe nazionali | Coppe nazionali | Coppe continentali | Coppe continentali | Coppe continentali | Supercoppe | Supercoppe | Supercoppe | Totale | Totale |
| Stagione            | Club                | Comp                | Pres       | Reti       | Comp            | Pres            | Reti            | Comp               | Pres               | Reti               | Comp       | Pres       | Reti       | Pres   | Reti   |
| ------------------- | ------------------- | ------------------- | ---------- | ---------- | --------------- | --------------- | --------------- | ------------------ | ------------------ | ------------------ | ---------- | ---------- | ---------- | ------ | ------ |
| 2009                | Casa Sports         | L1                  | ?          | ?          | CS              | ?               | ?               | -                  | -                  | -                  | -          | -          | -          | ?      | ?      |
| 2010                | Casa Sports         | L1                  | 2+         | 0+         | CS              | ?               | ?               | -                  | -                  | -                  | -          | -          | -          | 2+     | 0+     |
| 2010-2011           | Casa Sports         | L1                  | 11+        | 5+         | CS              | 1+              | 0+              | -                  | -                  | -                  | -          | -          | -          | 12+    | 5+     |
| 2011-2012           | Casa Sports         | L1                  | 13+        | 2+         | CS              | 2+              | 1+              | -                  | -                  | -                  | -          | -          | -          | ?      | ?      |
| 2012-feb. 2013      | Casa Sports         | L1                  | ?          | ?          | CS              | ?               | ?               | CCL                | 1                  | 0                  | -          | -          | -          | 1+     | 0+     |
| Totale Casa Sports  | Totale Casa Sports  | Totale Casa Sports  | 26+        | 7+         |                 | 3+              | 1+              |                    | 1                  | 0                  |            | -          | -          | 30+    | 8+     |
| 2013                | Molde               | ES                  | 8          | 0          | CN              | 2               | 4               | UCL+UEL            | 3+1                | 1+0                | -          | -          | -          | 14     | 5      |
| 2014                | Kristiansund        | 1D                  | 27         | 1          | CN              | 2               | 0               | -                  | -                  | -                  | -          | -          | -          | 29     | 1      |
| 2015                | Kristiansund        | 1D                  | 29+2       | 2+0        | CN              | 3               | 1               | -                  | -                  | -                  | -          | -          | -          | 34     | 3      |
| 2016                | Kristiansund        | 1D                  | 26         | 2          | CN              | 1               | 0               | -                  | -                  | -                  | -          | -          | -          | 27     | 2      |
| 2017                | Kristiansund        | ES                  | 24         | 0          | CN              | 2               | 0               | -                  | -                  | -                  | -          | -          | -          | 26     | 0      |
| 2018                | Kristiansund        | ES                  | 23         | 2          | CN              | 1               | 1               | -                  | -                  | -                  | -          | -          | -          | 24     | 3      |
| 2019                | Kristiansund        | ES                  | 23         | 0          | CN              | 4               | 1               | -                  | -                  | -                  | -          | -          | -          | 27     | 1      |
| 2020                | Kristiansund        | ES                  | 23         | 1          | -               | -               | -               | -                  | -                  | -                  | -          | -          | -          | 23     | 1      |
| 2021                | Kristiansund        | ES                  | 28         | 1          | CN              | 3               | 0               | -                  | -                  | -                  | -          | -          | -          | 31     | 1      |
| 2022                | Kristiansund        | ES                  | 14         | 0          | CN              | 1               | 0               | -                  | -                  | -                  | -          | -          | -          | 15     | 0      |
| gen.-lug. 2023      | Kristiansund        | 1D                  | 13         | 0          | CN              | 3               | 0               | -                  | -                  | -                  | -          | -          | -          | 16     | 0      |
| Totale Kristiansund | Totale Kristiansund | Totale Kristiansund | 230+2      | 9+0        |                 | 20              | 3               |                    | -                  | -                  |            | -          | -          | 252    | 12     |
| set.-dic. 2023      | Jerv                | 1D                  | 8          | 0          | CN              | -               | -               | -                  | -                  | -                  | -          | -          | -          | 8      | 0      |
| Totale              | Totale              | Totale              | 272+2+     | 16+0+      |                 | 25+             | 8+              |                    | 5                  | 1                  |            | -          | -          | 305+   | 25+    |

## Palmarès

### Club

#### Competizioni nazionali
- 1. divisjon: 1

Kristiansund: 2016